# Han Xinyun
Han Xinyun (Jinzhou, 30 de maio de 1990), também conhecida como Monica Han, é uma tenista profissional chinesa
Han ganhou três títulos de duplas no WTA Tour, bem como um título de duplas no WTA Challenger Tour. Ela também ganhou nove títulos de simples e 26 de duplas no Circuito feminino da ITF. Em 24 de outubro de 2016, ela alcançou sua melhor classificação de simples no 105º lugar do mundo. Em 29 de julho de 2019, ela alcançou a 50ª posição no ranking de duplas WTA.

## Vida pessoal
Única filha do pai Han Lei e da mãe Fu Deyuan jogou tênis pela primeira vez aos sete anos de idade. Han Xinyun é treinada por Wang Hufu. Seu ídolo do tênis é Li Na, seus torneios favoritos são o Australian Open e China Open.

## Carreira
Han havia chegado a uma final de duplas do WTA Tour antes na China, onde ela e sua parceira Xu Yifan perderam para a dupla de Caroline Wozniacki e Anabel Medina Garrigues.
Em 2010, Han fez sua estreia no Grand Slam, passando pela qualificatória para chegar à primeira rodada do Australian Open. Além disso, ela fez sua estreia na Fed Cup, na qual ajudou a China a obter sua única vitória de simples contra a Eslováquia.
Em 2016, ela conquistou seu primeiro título de duplas no WTA Tour no Hobart International, fazendo parceria com Christina McHale e derrotando Kimberly Birrell e Jarmila Wolfe, em dois sets consecutivos.

## Finais em torneios WTA

### Duplas: 6 (0–6)
| Legenda: Antes 2009   | Legenda: Depois de 2009       |
| --------------------- | ----------------------------- |
| Grand Slam (0)        |                               |
| Olimpiadas (0)        |                               |
| WTA Championships (0) |                               |
| Tier I (0)            | Premier Mandatory (0)         |
| Tier II (0/2)         | Premier 5 (0)                 |
| Tier III (0)          | Premier (0)                   |
| Tier IV & V (0)       | International (0/2)           |
|                       | WTA 125 series torneios (0–2) |

| Posição | N. | Data             | Torneio          | Piso | Parceira      | Oponentes                                  | Placar                |
| Vice    | 1. | 23 Setembro 2007 | Beijing, China   | Duro | Xu Yifan      | Chuang Chia-jung Hsieh Su-wei              | 6–7(3), 3–6           |
| Vice    | 2. | 28 Setembro 2008 | Beijing, China   | Duro | Xu Yifan      | Anabel Medina Garrigues Caroline Wozniacki | 1–6, 3–6              |
| Vice    | 3. | 19 Setembro 2010 | Guangzhou, China | Duro | Liu Wanting   | Sania Mirza Edina Gallovits                | 5–7, 3–6              |
| Vice    | 4. | 24 Setembro 2011 | Guangzhou, China | Duro | Chan Chin-wei | Hsieh Su-wei Zheng Saisai                  | 2–6, 1–6              |
| Vice    | 5. | 10 Agosto 2013   | Suzhou, China    | Duro | Eri Hozumi    | Tímea Babos Michaëlla Krajicek             | 2–6, 2–6              |
| Vice    | 6. | 27 Outubro 2014  | Ningbo, China    | Duro | Zhang Kailin  | Arina Rodionova Olga Savchuk               | 6–4, 6–7(2–7), [6–10] |

## Simples (4)
| Legend (Singles)       |
| Grand Slam (0)         |
| Tour Championships (0) |
| Premier (0)            |
| International (0)      |
| ITF (4)                |

Vitórias (4)
| N. | Data          | Torneio                   | Piso | Oponente na final | Placar da final |
| 1. | 12 Junho 2006 | Montemor-O-Novo, Portugal | Duro | Neuza Silva       | 6–2, 2-6, 7-5   |
| 2. | 18 Maio 2009  | Incheon, Coreia do Sul    | Duro | Liang Chen        | 6-2, 6-2        |
| 3. | 25 Maio 2009  | Go Yang, Coreia do Sul    | Duro | Lee Jin-A         | 7-5, 6-4        |
| 4. | 1 Junho 2009  | Gimhae, Coreia do Sul     | Duro | Shannon Golds     | 6-1, 6-3        |

Vice-Campeonatos (3)
| N. | Data            | Torneio            | Piso | Oponente na final | Placar da final |
| 1. | 20 Junho 2006   | Alcobaça, Portugal | Duro | Neuza Silva       | 6-3, 2-6, 7-5   |
| 2. | 5 Novembro 2007 | Taizou, China      | Hard | Yanina Wickmayer  | 6-4, 6-2        |
| 3. | 22 Junho 2009   | Qian Shan, China   | Duro | Sun Shengnan      | 6-1, 6-4        |